# 托尔西侯爵
让-巴蒂斯特·柯尔贝，托尔西侯爵（法語：Jean-Baptiste Colbert，Marquis de Torcy；1665年9月14日—1746年9月2日）是法国历史上的一个外交官，为让-巴蒂斯特·柯尔贝尔的侄子，路易十四在位时担任外交大臣，曾参与《拉什塔特和約》《烏得勒支和約》的谈判。